# 聴覚脳幹誘発電位
聴覚脳幹誘発電位（ちょうかくのうかんゆうはつでんい、英: brainstem auditory evoked potentials、 BAEP）とは、ヒトでは音刺激後におよそ10ms以内に5～7個の陽性頂点を示す聴覚誘発電位のことで脳幹聴覚路に由来する。聴力障害の有無の判定、脳幹部病巣の部位診断、脳死の判定、手術中のモニタリングなどに利用される。

## 概要
反応時間により10msec以内の短潜時反応、10msec～50msecの中間潜時反応、50～500msecの長潜時反応に分類される。本人の意志とは無関係に誘発されるものを外因性の誘発電位、本人の判断に従って初めて出現するものを内因性誘発電位という。外因性誘発電位で広く使われているものは聴性脳幹反応である。

## 結果

### 聴性脳幹反応
| 波形 | 由来               | 正常値（平均±SD） | 正常上限（平均+3SD） |
| ---- | ------------------ | ----------------- | -------------------- |
| Ⅰ    | 聴神経             | 1.70±0.17         | 2.21                 |
| Ⅱ    | 蝸牛神経核         |                   |                      |
| Ⅲ    | 上オリーブ核（橋） | 3.85±0.22         | 4.51                 |
| Ⅳ    | 外側毛体核（橋）   |                   |                      |
| Ⅴ    | 下丘（中脳）       | 5.77±0.22         | 6.43                 |
| Ⅵ    | 内側膝状体（視床） |                   |                      |
| Ⅶ    | 聴放線（視床皮質） |                   |                      |
| Ⅰ-Ⅲ  |                    | 2.16±0.13         | 2.55                 |
| Ⅲ-Ⅴ  |                    | 1.92±0.13         | 2.31                 |
| Ⅰ-Ⅴ  |                    | 4.07±0.18         | 4.61                 |